# Kopernikus (Oper)
Kopernikus ist eine Oper (Originalbezeichnung: „Opéra rituel de mort“) in zwei Akten für sieben Sänger, sieben oder acht Spieler und Tonband von Claude Vivier. Sie entstand in den Jahren 1978/1979 und wurde am 8. Mai 1980 von Studenten der Universität Montreal im Théâtre du Monument National in Montreal uraufgeführt.

## Handlung
Die Oper besitzt keine traditionelle fortlaufende Handlung. Sie besteht aus einer Abfolge von Szenen um ein nach dem griechischen Wort für „Reinheit“ und der hinduistischen Feuergöttin Agni benanntes Kind, dessen Seele nach seinem Tod mit Hilfe verschiedener Personen aus seinen Träumen geistig gereinigt wird. Agni begegnet im „Zwischenreich“ neben vielen anderen Gestalten auch dem Entdecker Nikolaus Kopernikus, dessen Namen die Oper trägt. Dadurch verliert sie letztlich die Furcht vor dem Leben nach dem Tod und kann ins Jenseits eingehen.
Der Komponist selbst beschrieb den Inhalt mit folgenden Worten:

„Die zentrale Figur ist Agni; um sie kreisen mythische Wesen (dargestellt von den sechs anderen Sängern) aus der Geschichte: Lewis Carroll, Merlin, eine Hexe, die Königin der Nacht, ein blinder Prophet, ein alter Mönch, Tristan und Isolde, Mozart, der Herr der Wasser, Kopernikus und seine Mutter. Diese Wesen sind vielleicht Agnis Träume, die sie begleiten bei ihrer Initiation und schließlich bei ihrer Entmaterialisierung.“

Louise Bail zufolge besitzt die Oper die folgende Struktur::441f

### Erster Akt
1. Bild
„Prélude“ – Vorspiel
2. Bild
I. „La Salution“ – Die Begrüßung
- 1. „Les Neuf Salutations“ – Die neun Grüße
- 2. „L’Apparition de Merlin“ – Die Erscheinung Merlins
- 3. „La Chanson d’Agni“ – Das Lied Agnis

3. Bild
II. „L’agrégation d’Agni“ – Die Vereinigung Agnis
- 1. „Le Chant de l’agrégation“ – Der Gesang der Vereinigung
- 2. „L’Apparition de la vieille sorcière“ – Die Erscheinung der alten Hexe

4. Bild
- 3. „La Quête“ – Die Sammlung
  - a) „L’Appel aux étoiles“ – Der Ruf zu den Sternen
  - b) „La Mélodie des pèlerins“ – Die Melodie der Pilger
  - c) „Le Sommeil enchanteur“ – Der bezaubernde Schlaf

5. Bild
- 4. „Les Visions“ – Die Visionen
  - a) „L’Appel des visionnaires“ – Der Ruf der Wahrsager
  - b) „La Présentation du voyant aveugle“ – Die Vorstellung des sehenden Engels
  - c) „Le Discours du voyant aveugle“ – Die Rede des sehenden Engels
  - d) „Les voyants“ – Die Sehenden
  - e) „Jeux d’enfant solitaire“ – Spiel des einsamen Kindes

6. Bild
- 5. „La Proclamation de la prière“ – Die Ausrufung des Gebets
  - a) „L’Aveugle voit“ – Der Engel sieht
  - b) „Le Roi fou!“ – Der verrückte König
- 6. „Discours du sage et préparation à la méditation“ – Rede des Weisen und Vorbereitung auf die Meditation
  - a) „Intermède musical“ – Musikalisches Zwischenspiel
  - b) „Le Discurs du sage“ – Die Rede des Weisen
  - c) „Commentaires des femmes“ – Kommentare der Frauen
- 7. „La Solitude d’Agni“ – Die Einsamkeit Agnis

7. Bild
III. „La Méditation“ – Die Meditation

### Zweiter Akt
1. Bild
I. „Préparation et l’Ultime èpreuve“ – Vorbereitung und der letzte Beweis
- 1. „L’Entrée (procession de l’assemblée)“ – Eingang (Prozession der Versammlung)

2. Bild
- 2. „La Grande Transe de initiés“ – Die große Trance der Eingeweihten

3. Bild
- 3. „Le Duo d’amour“ – Das Liebesduett
- 4. „La Purification“ – Die Reinigung

4. Bild
- - a) „Le Maître des eaux“ – Der Meister der Wasser
  - b) „Des moines solitaires“ – Die einsamen Mönche
  - c) „Agni interroge Mozart“ – Agni befragt Mozart

5. Bild
- 5. „L’Ultime Épreuve“ – Der letzte Beweis
  - a) „L’Invitation de Mozart“ – Die Einladung Mozarts
  - b) „La Traversée du fleuve“ – Der Übergang über den Fluss
  - c) „La Joie de la réussite“ – Die Freude über den Erfolg

6. Bild
II. „Les Étoiles“ – Die Sterne
- 1. „L’Apparition de l’étoile de Noël“ – Die Erscheinung des Weihnachtssterns
- 2. „La Grande Prière d’Agni“ – Das große Gebet Agnis
- 3. „Le Grand Plan contemplatif“ – Der große kontemplative Plan
- 4. „L’Ouverture des portes“ – Die Öffnung der Tore

7. Bild
III. „La Sortie : vers la démáterialisation“ – Der Abgang: zur Entmaterialisierung
- 1. „Kopernikus dirige la procession vers le Royaume“ – Kopernikus führt die Prozession zum Himmelreich
- 2. „Les Deux Arrêts de la marche“ – Die beiden Unterbrechungen des Marschs
  - a) „Souvenier I“ – Gedenken I
  - b) „Souvenier II“ – Gedenken II
- 3. „La Dématérialisation“ – Die Entmaterialisierung

## Gestaltung
Das von Vivier selbst verfasste Libretto ist stark verrätselt und voller Anspielungen. Darin erinnert es an Alice im Wunderland von Lewis Carroll, der in der Oper auch zitiert und namentlich erwähnt wird. Die Textsprache ist hauptsächlich Französisch, aber auch Sätze in anderen europäischen Sprachen wie Deutsch kommen vor. Für das „Unaussprechliche“ verwendet Vivier eine unverständliche Fantasiesprache, die hauptsächlich auf der „tonalen Farbe“ basiert.
Vivier zufolge repräsentiert das Kind Agni ihn selbst bzw. das Unschuldige, das trotz seines wilden Lebensstils in ihm überlebt habe. Agni wird in der Oper nicht vor dem Tod selbst gerettet, sondern davor, in Furcht oder Einsamkeit mit unbeantworteten Fragen zu sterben. Es gibt hier keinen Zweifel an einem Leben nach dem Tod. Der Trost, den Agni erhält, verleiht dem Tod geradezu Schönheit.
Für die Instrumentalbesetzung und die rhythmischen Strukturen seiner Oper verwertete Vivier Kenntnisse, die er auf einer langen Reise durch Ostasien erworben hatte. Georg Rudiger beschrieb die verschiedenartigen Techniken in seiner Opernwelt-Rezension folgendermaßen: „Schwebende, tonale Klangflächen [treffen] auf glissandierende Solostimmen, kantable Phrasen auf kindliches Gebrabbel, impulsive Attacken auf meditative Nachklänge.“ Weitere Anklänge gibt es an die Musik Olivier Messiaens oder die frühbarocke Madrigaloper. Die Gesangspartien sind ebenso abwechslungsreich und wirken manchmal geradezu „verspielt“, wenn beispielsweise einer der Darsteller zum Vortrag eines anderen „respektlos“ pfeift. Die weder dissonante noch tonale Musiksprache Viviers wurde von seinem Lehrer Karlheinz Stockhausen gelobt. Der Schwerpunkt liegt auf Melodie und Tonfarbe. Es gibt lange melodische Linien ohne Verzierungen. Auf polyphone Strukturen verzichtet der Komponist weitgehend. Auch die Harmonie dient offenkundig nur der Farbgebung und nicht dem Erzeugen funktionsharmonischer Zusammenhänge.
Die Oper beginnt einem in französischer Sprache gesprochenen Zitat von Lewis Carroll:

“Surely your gladness need not be the less for the thought that you will, one day see a brighter dawn than this – when lovelier sights will meet your eyes than any waving trees or rippling waters – when angelhands shall undraw your curtains, and sweeter tones than ever loving Mother breathed shall wake you to a new and glorious day – and when all the sadness, and the sin, that darkened life on this little earth, shall be forgotten like the dreams of a night that is past!
 Your affectionate friend,
 Lewis Carroll”

„Sicher braucht Deine Freude nicht unter dem Gedanken zu schwinden, dass Du eines Tages einen hellere Morgenröte sehen wirst als diese – wenn lieblichere Aussichten Deine Augen treffen als winkende Zweige oder sich kräuselnde Wasser – wenn Engelshände Deine Vorhänge beiseite ziehen und lieblichere Töne als jemals eine liebende Mutter sprach Dich erwecken werden zu einem neuen und herrlichen Tag – und wenn alle Traurigkeit und die Sünde, die das Leben auf dieser kleinen Erde verdüsterten, vergessen sein werden wie die Träume einer Nacht, die vergangen ist!
 Dein Dir zugeneigter Freund
 Lewis Carroll“

### Orchester
Die klein besetzte Kammeroper benötigt die folgenden Instrumente:
- Oboe
- zwei Klarinetten
- Bassklarinette
- Trompete
- Posaune
- Violine
- Schlagzeug (von den Sängern gespielt): balinesischer Gong, drei japanische Gongs, große Trommel, großes Tamtam, Crotales/antike Zimbeln, Röhrenglocken, Pappröhren, Glocke

Zusätzlich werden technische Komponenten und/oder Verstärker eingesetzt.

## Werkgeschichte
Claude Viviers Kopernikus entstand in den Jahren 1978/1979. Es handelt sich um ein Auftragswerk des Conseil des Arts du Canada und der Musikfakultät der Universität Montreal. Vivier widmete es „mon maître et ami Gilles Tremblay“ („meinem Lehrer und Freund Gilles Tremblay“).
Die Uraufführung fand am 8. Mai 1980 im Théâtre du Monument National in Montreal statt. Die Ausführenden waren Studenten der Universität Montreal unter der musikalischen Leitung von Lorraine Vaillancourt. Regie führte Pierre Godin, die Inszenierung stammte von Marthe Forget, die Dekorationen von Jacinthe Vézina und die Kostüme von Meredith Caron. Am nächsten Tag gab es eine Folgeaufführung. Vaillancourt führte das Werk auch 1986, 1988 und 1989 in Montreal und 1989 in Paris auf.
Seitdem wurde Kopernikus mehrfach gespielt:
- 5./6. Juli 1985: Almeida Theatre London – Europäische Premiere; Contemporary Chamber Orchestra, Dirigentin: Odaline de la Martinez; mit Alan Ewing, Hugh Hetherington, Linda Hirst, Mary King, Richard Lloyd Morgan, Nicole Tibbels, Pauline Vaillancourt
- 1990: Vancouver – Produktion der Vancouver New Music Society[8]
- 2004(?) De Nederlandse Opera im Rahmen des Holland Festival: Erster Teil eines Vivier gewidmeten Diptychons mit dem Titel Rêves d’un Marco Polo[11]
- 14. April 2008: Salle Claude-Champagne der Universität Montreal – Atelier de musique contemporaine de l’Université de Montréal (ATMC), Dirigentin: Lorraine Vaillancourt
- Juni 2008: Theater der Universität der Künste Berlin – Dirigent: Errico Fresis, Regie: Tatjana Beyer, Bühne: Yassu Yabara, Kostüme: Sayyora Muinova
- Oktober/November 2012: Christuskirche Freiburg – Young Opera Company, Holst-Sinfonietta, Dirigent: Klaus Simon, Regie: Hendrick Müller, Ausstattung: Juliane Hollerbach
- April 2014: Boekmanzaal Amsterdam – De Nederlandse Opera, Dirigent: Romain Bischoff, Regie: Marcel Sijm, Bühne: Sarah Nixon und Janne Sterke, Kostüme: Esmee Thomassen – von dieser Produktion wurde ein Videomitschnitt erstellt
- Mai 2014: Reaktorhalle München – Ensemble Oktopus für Musik der Moderne, Dirigentin: Konstantia Gourzi, Regie: Waltraud Lehner, Bühne: Ulrich Frommhold; Kostüme: Katherina Kopp
- 12. Juni 2016: Libbey Bowl Ojai, Kalifornien – US-Premiere; ICE, Roomful of Teeth, Dirigent: Eric Dudley
- 6.–8. Juli 2017: Margaret Greenham Theatre, Banff, Canada – Banff Centre for the Arts, Dirigent: Christopher Mokrzewski
- 2. August 2018: Festival Nueva Opera de Buenos Aires, Argentinien – Americas Society, Dirigent: Sebastián Zubieta
- Dezember 2018: Theatre de la Ville a l’Espace Cardin, Paris – Ensemble l’Instant Donne, Roomful of Teeth, Regie: Peter Sellars; weitere Aufführungen im Théâtre du Capitole Toulouse und im Nouveau Théâtre de Montreuil in Paris
- Januar/Februar 2019: Alter Orchesterprobensaal der Berliner Staatsoper – Dirigent: Errico Fresis, Regie: Wouter Van Looy, Bühne: Sascha van Riel, Kostüme: Johanna Trudzinski

## Aufnahmen
- 1991 – Lorraine Vaillancourt (Dirigent).
 Jocelyne Fleury (Agni).
 Studio-Aufnahme.
 CBC Records Musica Viva MVCD 1047 (1 CD).[12]:22230
- 1997(?) – Reinbert de Leeuw (Dirigent), Pierre Audi (Regie), Asko Ensemble, Schönberg Ensemble.
 Susan Narucki, Claron McFadden, Tomoko Makuuchi, James Ottaway, Harry van der Kamp, Johan Leysen.
 Video; live vom Holland Festival; erster Teil des Diptychons Reves d’un Marco Polo.
 Opus Arte OA0943D.[13][14]
- 29. September 2000 – Pascal Rophé (Dirigent).
 Simon Fournier, Patricia O’Callaghan, Isabelle Soccoja, Shaunaid Amette, Michiel Schrey, Ian Funk, Patricia Green.
 Live aus Straßburg.[12]:22232
- 2016 (veröffentlicht) – Klaus Simon (Dirigent), Opera Factory Freiburg, Holst-Sinfonietta.
 Svea Schildknecht (Koloratursopran), Dorothea Winkel (Sopran), Uta Buchheister (Mezzosopran), Barbara Ostertag (Alt), Neal Banerjee (Tenor), Ji-Su Park (Bariton), Floran Kontschak (Bass).
 Studio-Aufnahme des SWR. 
 Preis der deutschen Schallplattenkritik: Vierteljahrespreis 2 / 2016 (Oper).
 Bastille musique.[15]
- 15. April 2014 – Romain Bischoff (Dirigent), Marcel Sijm (Regie), Janne Sterke und Sarah Nixon (Bühne), Esmée Thomassen (Kostüme), Calle de Hoog (Licht), Miguel Ángel Gasper (Performance).
 Katharine Dain (Koloratursopran), Éléonore Lemaire (Sopran), Aurélie Franck (Mezzosopran), Marine Fribourg (Alt), Jussi Lehtipuu (Baryton-Martin), Jon Stainsby (Bariton), Maciej Straburzynski (Bass), Claudia Veltman (Agni).
 Video; live aus dem Boekmanzaal Amsterdam; De Nederlandse Opera.[16]